# Neoton Família
I Neoton Família (anche detti Newton Family ) sono stati uno dei gruppi pop ungheresi di maggior successo. La loro carriera ha attraversato diversi decenni, con cambi nella formazione. Attivi dal 1977 al 1989, pubblicarono album e singoli. Fecero, inoltre, tournée in 25 paesi stranieri, tra cui Germania, Francia, Spagna, Paesi Bassi, Italia, Brasile, Argentina, Messico, Canada, Cuba, Giappone, India e Corea del Sud, producendo anche molti dei successi più noti del paese. Dal 1979 al 1989, la band ha venduto oltre 6 milioni di dischi in Ungheria e circa 1,5 milioni di dischi negli altri paesi, occupando in questo indicatore il secondo posto dietro al famoso gruppo Omega.